# Michael Chiklis
Michael Charles Chiklis (Lowell (Massachusetts), 30 augustus 1963) is een Amerikaans acteur die vooral bekend werd door zijn rollen in de politieseries The Commish en The Shield en als Ben Grimm/Het Ding in de Fantastic Four-films. Voor zijn rol in The Shield won hij een Emmy Award en een Golden Globe; in 2004 was hij tevens genomineerd voor een tweede Golden Globe.
Chiklis begon zijn acteercarrière met de rol van John Belushi in de film Wired uit 1989. De film flopte, maar Chiklis kreeg lovende kritieken. ook speelde hij gastrollen in series als Miami Vice, L.A. Law, Murphy Brown en Seinfeld.
Chiklis' eerste succesvolle rol was die van de gemoedelijke en dikke Anthony "Tony" J. Scali in de politieserie The Commish. Daarna volgden weer enkel minder succesvolle rollen, waarna hij met hulp van zijn vrouw Michelle Morán zijn imago oppoetste (hij schoor zijn hoofd kaal en begon met fitness). Hij deed vervolgens auditie voor The Shield met een volslagen ander uiterlijk dan dat van Scali in The Commish.
Sinds 2000 verzorgt hij ook de stemmen in enkele series, zoals in de animatieserie Family Guy.
In 2005 speelde hij de rol van Ben Grimm / The Thing in de film Fantastic Four en ook in de sequel Fantastic Four: Rise of the Silver Surfer. Als fan van de oorspronkelijke stripboekenserie van Marvel Comics ontving Chiklis lovende kritieken, terwijl de film verder niet bepaald enthousiast ontvangen werd.

## Persoonlijk leven
Chiklis zal naar eigen zeggen nooit een verzoek om een handtekening weigeren aan een kind. Op de dvd van de Fantastic Four spreekt hij zelfs met een schorre stem nadat hij zo vaak dingen had moeten zeggen als Het Ding. Zelf zei hij hierover: "How do you say no to an 8 year old?" (hoe kun je "nee" zeggen tegen een kind van 8?).
Chiklis trouwde in 1992 met Michelle Morán. Ze hebben twee dochters, geboren in 1993 en 1999. Dochter Autumn speelt ook in The Shield; ze speelt er de rol van Cassidy Mackey, de dochter van Chiklis' personage Vic Mackey.
Chiklis is goed bevriend met Jay Leno, met wie hij op dezelfde middelbare school zat.

## Filmografie

### Film
- Wired (1989)
- The Rain Killer (1990)
- Nixon (1995)
- Body and Soul (1998)
- Fantastic Four (2005)
- Fantastic Four: Rise of the Silver Surfer (2007)
- Pawn (2013)
- Don't Look Up (2021)

### Televisie
- Miami Vice (1989) - Jeffrey Whitehead - aflevering "The Lost Madonna"
- B.L. Stryker (1989) - N/A - aflevering "Blues for Buder"
- Wiseguy (1989) - Carlo Spoletta
- Maverick Square (1990) - Fat Nicky
- Murphy Brown (1990) - Tony Rocket - aflevering "Brown and Blue"
- L.A. Law (1990–91) - Jimmy Hoffs
- Seinfeld (1991) - Steve - aflevering "The Stranded"
- The Commish (1991–96) - Tony Scali - hoofdrol
- Touched by an Angel (1998) - Matt Colletti - aflevering "Breaking Bread"
- Godzilla: The Series (2000) - Colonel Charles Tarrington (stem) - aflevering "Where is thy Sting?"
- Daddio (2000) - Chris Woods - hoofdrol
- The Three Stooges (2000) - Curly - tv-film
- Family Guy (2000-01)
- Heavy Gear: The Animated Series (2001) - Lt. Jan Agusta (stem) - hoofdrol
- The Shield (2002–08) - Vic Mackey - hoofdrol
- Stuart Little (2003) - Scar (stem) - aflevering "No Job is Too Little"
- Robot Chicken (2008) - Vic Mackey, Thing, Doc, Detective (stem) - aflevering "Monstourage"
- No Ordinary Family (2010–11) - Jim Powell - hoofdrol
- Vegas (2012–13) - Vincent Savino - hoofdrol
- American Horror Story: Freak Show (2014–15) - Dell Toledo - hoofdrol
- Sons of Anarchy (2014) - Milo
- Gotham (2015–17) - Captain Nathaniel Barnes / The Executioner - hoofdrol
- Axe Cop (2015) - N/A  - aflevering "Heads Will Roll"
- The Simpsons (2016) - Boston American's Quarterback (stem) - aflevering "The Town"
- DuckTales (2018–19) - Zeus (stem)
- Deathstroke: Knights & Dragons (2020) - Slade Wilson/Deathstroke - hoofdrol
- Coyote  (2021) - Ben Clemens - hoofdrol
- Winning Time: The Rise of the Lakers Dynasty (2022) - Red Auerbach - bijrol
- Accused (2023) - Scott Harmon - hoofdrol